# Dactylobatus armatus
Dactylobatus armatus és una espècie de peix de la família dels raids i de l'ordre dels raïformes.

## Morfologia
- Els mascles poden assolir 32 cm de longitud total.[3][4]

## Reproducció
És ovípar i les femelles ponen càpsules d'ous, les quals presenten com unes banyes a la closca.

## Hàbitat
És un peix marí i d'aigües profundes (35°N-35°S, 30°W-98°W) que viu entre 300–900 m de fondària.

## Distribució geogràfica
Es troba a l'oceà Atlàntic occidental central: des de Carolina del Sud (els Estats Units) fins al Golf de Mèxic, Centreamèrica i Veneçuela. També és present al sud del Brasil.

## Observacions
És inofensiu per als humans.